# Pietro Pomponazzi
Pietro Pomponazzi (latinsko: Petrus Pomponatius), italijanski renesančni humanist, * 16. september 1462, Mantova, Lombardija, Italija, † 18. maj 1525, Bologna, Emilija-Romanja, Italija.
Po študiju medicine na Univerzi v Padovi, ki ga je leta 1478 zaključil z doktoratom, je do leta 1495 na isti univerzi poučeval filozofijo, nakar se je preselil v Ferraro, kjer je do leta 1512 predaval Aristotelovo psihologijo (delo »O duši«). Nazadnje se je leta 1512 ustalil v Bologni, kjer je napisal svoja najpomembnejša dela. 
Kljub temu, da je njegovo življenjsko delo v celoti usmerjeno v Aristotela, ga ne sprejema kot avtoritete tomistične teologije. V svojem najpomembnejšem delu »O nesmrtnosti duše« (De immortalitate animae) zavrne tomistične teze o nesmrtnosti duše s sklicevanjem na Aristotelove razloge za končnost duše, ki jih Aristotel poda v delu »O duši«. Zanj je tomizem, ki brezprizivno poziva na spoštovanje avtoritete Aristotela, kvečjemu odmik od le-tega.